# Slaughterhouse
Slaughterhouse (укр. Бійня) — американська хіп-хоп група. Сформована в 2008 році.

## Історія створення
Група утворена наприкінці 2008 року після того, як Crooked I, Joell Ortiz, Royce da 5'9", Joe Budden і Nino Bless спільно виконали пісню «Slaughterhouse» з альбому Joe Budden «Halfway House». Вони вирішили створити групу (але вже без Nino Bless), а назвати групу було вирішено на честь першої спільної пісні «Slaughterhouse»

## Дебютний  альбом і плани на майбутнє
Їх дебютний альбом вийшов 11 серпня 2009 року на звукозаписувальному лейблі E1 Music. Продюсуванням альбому займалися The Alchemist, DJ Khalil, StreetRunner та Mr. Porter. Дебютний альбом гурту був проданий тиражем 18 000 копій в перший тиждень. 12 січня 2011 було підтверджено, що група офіційно підписана на Shady Records разом з іншим репером Yelawolf. Slaughterhouse і Yelawolf з'явилися разом з Eminem на обкладинці журналу XXL у березні 2011 року.

## Склад гурту
- 'Royce da 5'9"' (Ryan Montgomery, 5 липня 1977 року)
- 'Crooked I' (Dominick Wickliffe, 23 вересня 1978 року)
- 'Joell Ortiz' (Joell Ortiz, 6 липня 1980 року)
- 'Joe Budden' (Joe Budden,31 серпня 1980 рік)

## Дискографія

### Альбоми
- Slaughterhouse - 2009, E1
- Welcome to: Our House - 2012, Shady Records

### EP
- Slaughterhouse EP - 2011, E1

### Мікстейпи
- 2012: On the House
- 2014: House Rules

### Сингли
- "The One" (2009)
- "Microphone" (2009)

### Інші пісні
Тут неведені пісні "Slaughterhouse", які не входять ні в один альбом.
- (2008) "Slaughterhouse" (разом з Nino Bless, продюсер Scram Jones) (від "Halfway House by" Joe Budden)
- (2008) "Slaughterhouse Remix"  (featuring Nino Bless, продюсер Veterano)
- (2009) "Onslaught" (продюсер Frequency)
- (2009) "Fight Club"
- (2009) "Green Lantern Freestyle"
- (2009) "Wack MCs" (продюсер Red Spyda)
- (2009) "Money on the Floor" (remix) (разом з Corte Ellis, продюсер Soul Diggaz)
- (2009) "Woodstock (Hood Hop)" (разом з M.O.P., продюсер Nottz) (від Mr. Pigface Weapon Waist by Crooked I)
- (2009) "The One" (Travis Barker remix) (разом з Bun B, продюсер Travis Barker)
- (2009) "The Warriors" (продюсер StreetRunner) (від Street Hop by Royce Da 5'9")
- (2009) "We Outta Here" (produced by StreetRunner) (від Escape Route by Joe Budden)
- (2009) "On My Grind" (with Joey 6'1")
- (2010) "Session One" (для Recovery by Eminem)
- (2011) "2.0 Boys" (разом з Eminem & Yelawolf, продюсер Eminem, Kawan "KP" Prather & WillPower)
- (2011) "Devil's Got a Hold of Me" (від Give the Drummer Some by Travis Barker)
- (2011) "Furiously Dangerous" (разом із Ludacris & Claret Jai, продюсер Mr. Porter & Eminem від Fast Five (soundtrack))
- (2011) "Loud Noises" (продюсер Mr. Porter, from Hell: The Sequel by Bad Meets Evil)
- (2011) BET Hip Hop Awards Cypher: Shady 2.0 (разом з Yelawolf & Eminem)
- (2011) "The Illest" (Produced by The Klasix)
- (2011) "Hard White (Up In The Club) (Remix)" (разом із T.I.; від "Radioactive" by Yelawolf; продюсер Tha Hydrox)
- (2011) "Funkmaster Flex Freestyle Part 1"
- (2011) "Funkmaster Flex Freestyle Part 2"
- (2012) "Monsters In My Head"  (від Psalm 82:6 by Crooked I; (продюсер Boi-1da )
- (2012) "She Will (Freestyle)"

### Музичне відео
- "Move On" (2009)
- "The One" (2009)
- "Microphone" (2009)